# جیمز بلر (قایقران روئینگ)
جیمز بلر (انگلیسی: James Blair; ۲۸ اکتبر ۱۹۰۹ – ۲۳ مهٔ ۱۹۹۲) قایقران روئینگ اهل ایالات متحده آمریکا بود.